# Ostřice dvouřadá
Ostřice dvouřadá (Carex disticha, syn.: Vignea disticha), neboli tuřice dvouřadá, je druh jednoděložné rostliny z čeledi šáchorovité (Cyperaceae).

## Popis
Jedná se o rostlinu dosahující výšky asi 30–70, vzácněji až 120 cm. Je vytrvalá, má v zemi poměrně tlustý oddenek, o průměru cca 3,5–5 mm, ze kterého vyrůstají jednotlivé lodyhy, nevytváří trsy. Časté jsou až k vrcholu olistěné sterilní výhony, které dosahují výšky fertilních. Lodyha je trojhranná, nahoře trochu drsná. Listy jsou střídavé, přisedlé, s listovými pochvami. Čepele listů jsou asi 3–6 mm široké, ploché. Pochvy dolních listů jsou tmavě hnědé, vláknitě rozpadavé. Ostřice dvouřadá patří mezi stejnoklasé ostřice, všechny klásky vypadají víceméně stejně. U ostřice dvouřadé jsou si klásky navzájem podobné, nicméně jsou poměrně výrazně funkčně odlišeny (trochu výjimka mezi stejnoklasými ostřicemi). V dolní části je asi 2–5 čistě samičích klásků, ve střední části jsou samčí klásky a na vrcholu opět samičí. Celý lichoklas (klas klásků) je asi 3–8 cm dlouhý a obsahuje cca 15–30 klásků. Okvětí chybí. V samčích květech jsou zpravidla 3 tyčinky. Čnělky jsou většinou 2. Plodem je mošnička, která je vejčitého tvaru, trochu křídlatá a v horní části na okraji drsná, hnědá (někdy s červeným nádechem), asi 4–5 mm dlouhá, na vrcholu plynule zúžená v dvouzubý zobánek. Každá mošnička je podepřená plevou, která je červenohnědá se světlejším kýlem, na okraji bělavě lemovaná. Kvete nejčastěji v květnu až v červnu. Počet chromozómů: 2n=62.

## Rozšíření
Ostřice dvouřadá roste hlavně v západní, střední a východní Evropě, chybí v severní Skandinávii a na severu evropské části Ruska, také v jižní Evropě je výskyt velmi řídký. Od východní Evropy na východ až po Tichý oceán ji nahrazuje blízce příbuzný druh Carex lithophila. V Severní Americe je nepůvodní, byla nalezena zavlečená na 2 místech v jihozápadní Kanadě. Mapka rozšíření viz zde: .

## Rozšíření v Česku
V ČR roste roztroušeně od nížin do podhůří. Nejčastěji ji najdeme na vlhkých a slatinných loukách a na březích rybníků.